# C-POP
C-POP（シーポップ、英: Chinese popular music）は、中華圏のポピュラー音楽の総称である。K-POPが主にダンスミュージックを指すのとは異なり、ポピュラー音楽全般を表す。

## 概要
C-POPは大きく3つに分類される。広東ポップ（またはカントポップ）、北京ポップ（またはマンドポップ）、台湾ポップ（または福建ポップ、T-POP）である。それぞれには異なる歴史があり、気質も異なる。
ここではC-POPという言葉が生まれた1990年代以降を扱う。それ以前の中華圏のポピュラー音楽については英語版の各記事を参照。広東ポップ、北京ポップ、台湾ポップ。
C-POPの語源についてはJ-POPからの派生であり、ネット上の初出は1999年のK-POPより古く、日本人によるもので1996年12月である。
歴史的には、イギリス統治だった香港において、戦後の日本や欧米と同じタイミングでポピュラー音楽が普及し、広東ポップが開花する。その後、1987年の台湾民主化後に台湾ポップが発展した。1997年に香港が中国に返還されると広東ポップは急激に衰退し、台湾ポップが覇権を握る。中国の開放政策が進むと2000年代に急速に北京ポップが台頭し始める。2020年代には台湾ポップと北京ポップが拮抗し、2025年現在に至る。
中華民国文化部が1990年から主催している金曲奨は、中華圏のグラミー賞とも言われており影響力が大きい。
中華圏で最も市場規模が大きい中国は、2020年で約7億7,000万人のデジタル音楽ユーザーを抱える市場であり、その収益は2019年には7億ドル以上である。台湾は中国本土の60分の1の人口だが音楽消費は盛んであり、音楽市場の売上高は2024年で3億3,700万ドルである。
日本からC-POPを聴く際は、中国のネット事情に注意したい。中国は外国のネットを遮断しているため、国内で独自に発達したガラパゴスネットを持つ。YouTubeに相当するものはbilibili、TikTokに相当するものは抖音、Xに相当するものは微博である。以前は日本からのアクセスは遮断されていたり、回線容量を著しく制限されていたが、2010年代後半からほぼ解放されている。北京ポップに関しては中国の上記サイトを参照しないと詳細な情報はほとんど得られない。

## 広東ポップ
C-POPの中で最も歴史が古く、20世紀において中華圏のポップス供給をほぼ独占していた。広東という名称であるが、実質的に香港のことであり香港で話されている言葉からその名称が来ている。イギリス統治が長く、西洋音楽の影響を色濃く受けている。
1990年代の香港では、ジャッキー・チュン、アンディ・ラウ、レオン・ライ、アーロン・クォックといった「四大天王」がポップミュージックを席巻し、雑誌、テレビ、広告、映画などで盛んに取り上げられた。彼らはアジア全域で幅広い支持を得ていた。また、女性歌手は、サミー・チェン、フェイ・ウォン、ケリー・チャンなどである。この時代の歌手はマルチタレントであり、アンディ・ラウなどは日本において、映画によって知名度を得た。
しかし、1997年の香港返還が転機となり、広東ポップスは産業自体が衰退した。特に2003年にレスリー・チャンとアニタ・ムイが亡くなったことは業界の衰退に拍車をかけた。この時期に活躍したのは、ココ・リー、カレン・モク、エディソン・チャン、ニコラス・ツェーなどである。
2010年代になると、北京ポップの急激な台頭によりますます衰退した。その中でG.E.M.やイーソン・チャンといった中華圏全域をターゲットにできるスターが誕生し始め、衰退だけではない広東ポップの力が再認識されつつある。

## 北京ポップ
北京語で歌われるポピュラー音楽の総称であり、話者が格段に多いことから2025年現在ではC-POPの一大勢力となっている。北京ポップは政治に左右されることが多く、一夜にして情勢が変化することもある。20世紀を通じて、日本をはじめとした海外のポップスが海賊盤によって幅広く聞かれており、特にフォークやロックの影響が強い。
1990年代は思想の締め付けが厳しく、音楽産業自体が殆ど育っていなかった。そのような中で当時活躍したアーティストは、アイ・ジン、黒豹などである。この時代はロックバンドが多く、アイドルはほとんど存在しなかった。まだ権勢を誇っていた広東ポップスは広東語のヒット曲を北京語で歌うことで広く支持を集めていた。
2000年代に入ると当局の締め付けも緩み、音楽産業が拡大し始める。アイドル的な歌手も生まれ、信頼のおけるヒットチャートも出来たことにより急速にポピュラー音楽が供給された。また、当時急拡大していたK-POPや台湾ポップも北京ポップに大きな影響を及ぼした。この時期のアーティストは、ヴィッキー・チャオなど。
2010年代はオーディション番組が音楽産業をけん引した。2000年代に世界を席巻したオーディション番組の影響を受けて、様々な番組が生まれ、スターが輩出された。また、日本や韓国の影響でそれぞれの国のやり方を模したアイドルが誕生した。また、ネット配信者からプロになる歌手も出てきた。以前とは比較にならないほど音楽産業は発展したが、他の地域からは依然として遅れており、特に台湾ポップからの歌手がこの時期に活躍した。この時期のアーティストは、SNH48、ロケットガールズ101、ミルク・コーヒー、フォン・ティーモ、リー・ロンハオ、イサ・ユーなど。
2020年代は冒頭で政府の規制が入り、過度なアイドルの活動やそれに関連した番組等が廃止された。これにより、他のアジア諸国で活況を呈しているアイドル産業が大きく停滞した。しかし、一般的な芸能産業は影響はあったものの無事でありオーディション番組も2010年代とは幾分形を変えて生き延び、再度人気を得た。近年は抖音や快手を中心としたプロモーションにより、バイラル的に一般人からもヒットが出ているのは世界の状況と同じである。以前より中華圏歌手の各地域の垣根超えはあったが、近年は顕著であり、北京ポップのヒットの半数は台湾ポップや広東ポップ出身歌手による。この時期のアーティストはフー・アー（虎二）、レン・ラン（任然）、シャン・イーチュン、ジ・ヤンリン（季彥霖）など。

## 台湾ポップ
福建ポップとも呼ばれ、福建語で歌われるポピュラー音楽の総称であり、基本的に台湾のポピュラー音楽のことを指す。一部ではT-POPとも呼ばれている。台湾は1987年まで戒厳令が出されており、事実上華やかな音楽は禁止状態であった。1987年の戒厳令解除を皮切りに1990年代を通じて民主化が進み、それとともに台湾のポピュラー音楽も発展した。台湾には多くの民族がおり、民族音楽が身近で盛んなためポピュラー音楽にも色濃く取り込まれている。
1990年代においては、台湾の音楽業界は揺籃期であり、広東ポップや日本のポピュラー音楽が台湾において支配的であった。そのような中で、1980年代からアンダーグラウンド的に活動してきたロックレコードが中心となって多くのアーティストを世に送り出した。とりわけ重要なアーティストは1996年デビューのアーメイであり、台湾ポップの存在をアジア全域に示し、地位向上に貢献した。この時期の他のアーティストは、リッチー・レン、ナー・イン、小虎隊、リム・ギョン、チャン・ユーシャンなど。
2000年代は、それまで広東ポップが供給してきた音楽がほぼ断たれたため、その穴を埋めるようにして急速に台湾ポップが拡大した。多くのレコード会社が誕生し、メディアやチャートも整備されたことで中華圏の音楽の中心地となった。アジア全域からアーティスト等の才人が集まりだし、現在の台湾ポップを確立した時期である。しかし、この時期の世界的な音楽不況により台湾も影響を受け、一時的に業界が停滞する。この時期のアーティストは、S.H.E、ジェイ・チョウ、リン・ジュンジエ、メイデイ、デヴィッド・タオなど。
2010年代は、K-POPが世界的に飛躍した期間であるが、台湾ポップはそれに追随せず、中華圏の中心として地固めした時期といえる。2000年代から活躍するアーティストが依然として強く、ジョリン・ツァイやヒビ・ティエンなどは長期にわたり活動している。また、サブスクリプションによる影響が出始め、日本のシティ・ポップをはじめとした世界中の様々な音楽に影響を受けたアーティストが出てきた。北京ポップほどではないが、オーディション番組も人気を得て、人材を発掘した。この時期のアーティストは、Fire EX.、ララ・スー、クラウド・ルー、ウェイ・リーアンなど。
2020年代になると北京ポップが急速に力をつけ、市場の大きさ故に台湾ポップのアーティストたちが次々と北京ポップへと参入した。この時期になると、出身や元々の活動地域にこだわりなく中華圏内でアーティスト達の垣根越えの活動が普通となる。アイドル産業はK-POPの独壇場になりつつあるが、それ以外のジャンルでは北京ポップの猛追はあるものの、アジアンポップスの中心地としていまだ健在である。ただし、政治的に左右されやすいアジアンポップスなので、いつ何が起きても不思議ではない。この時期のアーティストは、アキュスファイブ、コラジなど。